# Brodsworth
Brodsworth – wieś w Anglii, w hrabstwie ceremonialnym South Yorkshire, w dystrykcie metropolitalnym Doncaster. Leży 25 km na północny wschód od miasta Sheffield i 240 km na północ od Londynu. Miejscowość liczy 2875 mieszkańców.